# Władysław Gabriel

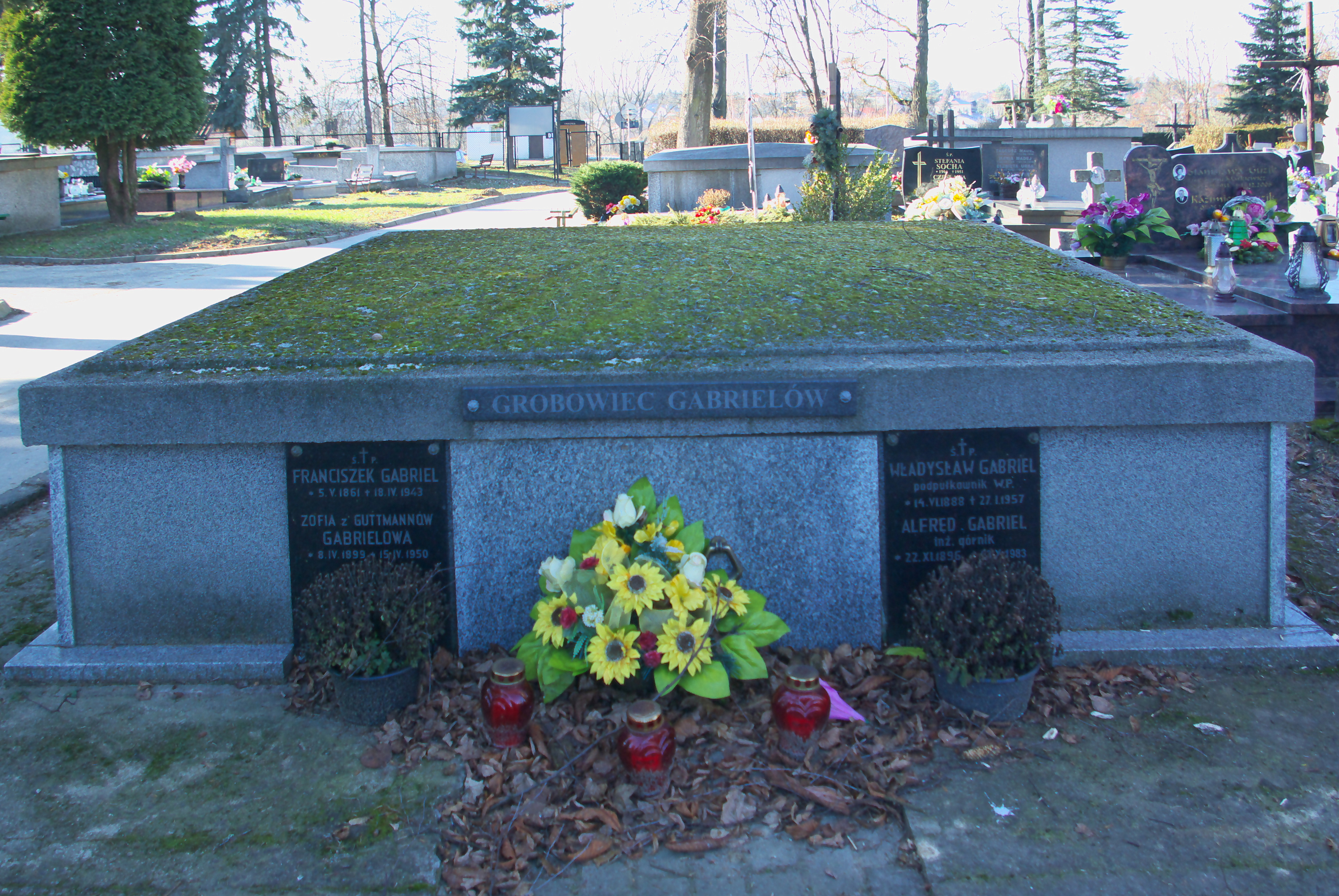
Grobowiec Gabrielów w Krośnie

Władysław Marian Gabriel (ur. 14 czerwca 1888, zm. 27 stycznia 1957) – podpułkownik piechoty Wojska Polskiego.

## Życiorys
Urodził się w rodzinie Franciszka (1861–1943) i Amalii Malwiny z Lenartowiczów (1859–1919). Był bratem: Franciszka Tadeusza (zm. 1976), Oskara (ur. 1895), Alfreda Juliusza (1896–1983), inż. górnika, Romana (1898–1965), Ludwika (1899–1940) i Mariana (1901–1942). Był zawodowym oficerem cesarskiej i królewskiej Armii. Jego oddziałem macierzystym był Galicyjski Pułk Piechoty Nr 55 w Tarnopolu, a później we Lwowie. W jego szeregach wziął udział w mobilizacji sił zbrojnych Monarchii Austro-Węgierskiej, wprowadzonej w związku z wojną na Bałkanach (1912–1913) oraz walczył na frontach I wojny światowej. Awansował na kolejne stopnie w korpusie oficerów piechoty: chorążego (starszeństwo z 1 września 1908), podporucznika (starszeństwo z 1 maja 1912), porucznika (starszeństwo z 1 stycznia 1915) i kapitana (starszeństwo z 1 lutego 1918).
7 lipca 1919 został przyjęty do Wojska Polskiego z byłej armii austro-węgierskiej z zatwierdzeniem posiadanego stopnia kapitana ze starszeństwem z 1 lutego 1918 i przydzielony do 11 Pułku Piechoty. 7 stycznia 1920 został przeniesiony z 17 Pułku Piechoty do Dowództwa Żandarmerii Okręgu Generalnego „Warszawa” na stanowisko dowódcy Szwadronu Zapasowego. 27 sierpnia 1920 został zatwierdzony z dniem 1 kwietnia 1920 w stopniu rotmistrza, w żandarmerii, w grupie oficerów byłej armii austriacko-węgierskiej. Pełnił wówczas służbę w Żandarmerii Wojskowej w Warszawie.
1 czerwca 1921 służył w 1 Dywizjonie Żandarmerii Wojskowej w Warszawie, a jego oddziałem macierzystym był 16 Pułk Piechoty w Tarnowie. 3 maja 1922 został zweryfikowany w stopniu majora ze starszeństwem z 1 czerwca 1919 i 259. lokatą w korpusie oficerów piechoty, a jego oddziałem macierzystym był nadal 16 pp. 10 lipca 1922 został przeniesiony do 41 Pułku Piechoty w Suwałkach na stanowisko pełniącego obowiązki zastępcy dowódcy pułku. W 1924 został przeniesiony do 4 Pułku Strzelców Podhalańskich w Cieszynie na stanowisko dowódcy III batalionu. W maju 1925 został przeniesiony do 34 Pułku Piechoty w Białej Podlaskiej na stanowisko dowódcy II batalionu, a w lipcu tego roku przeniesiony ponownie do 4 psp na stanowisko dowódcy III batalionu. 3 maja 1926 został mianowany podpułkownikiem ze starszeństwem z 1 lipca 1925 roku i 18. lokatą w korpusie oficerów piechoty. W kwietniu 1928 został przeniesiony do 44 Pułku Piechoty na stanowisko dowódcy III batalionu. W marcu 1929 został zwolniony z zajmowanego stanowiska i oddany do dyspozycji dowódcy Okręgu Korpusu Nr II, a z dniem 31 sierpnia tego roku przeniesiony w stan spoczynku.
Zmarł 27 stycznia 1957. Został pochowany na Cmentarzu Komunalnym w Krośnie (sektor C1-E-9).
Był mężem Rozalii z d. Bullawa (1889–1925).

## Ordery i odznaczenia
W czasie służby w c. i k. Armii otrzymał:
- Order Korony Żelaznej 3. klasy z dekoracją wojenną i mieczami[4],
- Brązowy Medal Zasługi Wojskowej z mieczami na wstążce Krzyża Zasługi Wojskowej[4],
- Krzyż Wojskowy Karola[4],
- Krzyż Jubileuszowy Wojskowy[2],
- Krzyż Pamiątkowy Mobilizacji 1912–1913[3].